# Jackie McNamara
Jackie McNamara (24 de octubre de 1973 en Glasgow, Escocia) es un exfutbolista, entrenador y dirigente escocés. Jugó por su selección en 30 ocasiones, incluida la Copa Mundial de Fútbol de 1998.
McNamara comenzó su carrera en el Dunfermline como lateral ofensivo. En 1995 es vendido al Celtic por £600,000.
Fue elegido el Juvenil del año en Escocia en 1996, pero con la llegada del entrenador Martin O'Neill se tuvo que conformar con permanecer en el banquillo.
En 2005 llegó a Wolverhampton Wanderers lugo de que terminara su contrato con Celtic. En septiembre de 2005 se lesionó gravemente de la rodilla y estuvo 8 meses sin poder jugar. En mayo de 2006 pudo volver y se espera que cumpla un papel importante en esta temporada.

## Selección nacional
Fue internacional con la Selección de fútbol de Escocia, jugó 33 partidos internacionales.

### Participaciones en Copas del Mundo
| Mundial                        | Sede    | Resultado    |
| ------------------------------ | ------- | ------------ |
| Copa Mundial de Fútbol de 1998 | Francia | Primera fase |

## Clubes como jugador
| Club                    | País       | Año       |
| ----------------------- | ---------- | --------- |
| Dunfermline Athletic    | Escocia    | 1991-1995 |
| Celtic FC               | Escocia    | 1995-2005 |
| Wolverhampton Wanderers | Inglaterra | 2005-2007 |
| Aberdeen FC             | Escocia    | 2007-2008 |
| Falkirk FC              | Escocia    | 2008-2010 |
| Partick Thistle         | Escocia    | 2010-2011 |

## Clubes como entrenador
| Club            | País       | Año       |
| --------------- | ---------- | --------- |
| Partick Thistle | Escocia    | 2011-2013 |
| Dundee United   | Escocia    | 2013-2015 |
| York City       | Inglaterra | 2015-2016 |

## Palmarés

### Torneos nacionales
- Premier league escocesa (4):1997-98, 2000-01, 2001-02, 2003-04
- Copa de Escocia (3): 2001, 2003, 2004
- Copa de la liga (3): 1998, 2000, 2001

### Torneos internacionales
- Copa UEFA finalista: 2002-03